# 漫威電影宇宙：第二階段
漫威電影宇宙：第二階段（英語：Marvel Cinematic Universe: Phase Two）是基於漫威漫畫出版物中的角色製作的超級英雄系列電影，是漫威電影宇宙的第二階段，共包括6部電影。2013年電影《鋼鐵人3》是這個階段的第一部電影，該階段完結於2015年電影《蟻人》。此外，本系列還包括2015年超級英雄集結影片《復仇者聯盟2：奧創紀元》。凱文·費吉擔當本階段每部電影的監製。本階段6部電影共計收穫票房超過52億美元，在市場取得巨大成功。
克里斯·伊凡在本階段以主演或客串出演身份出現於4部電影當中。另外，為在多個文娛領域拓展漫威電影宇宙，漫威影業拍攝2部漫威短片，並出版了電影改編的漫畫和遊戲。本階段與第一階段和第三階段合成漫威電影宇宙的第一個完整階段無限傳奇。

## 開發
2012年7月14日，漫威影業總裁凱文·費吉在聖地亞哥國際動漫展上確定將製作本階段6部影片。

## 電影
| 序 | 電影                      | 美國上映日期  | 導演                     | 編劇                                                | 監製      |
| -- | ------------------------- | ------------- | ------------------------ | --------------------------------------------------- | --------- |
| 7  | 《鋼鐵人3》               | 2013年5月3日  | 沙恩·布萊克              | 德魯·皮爾斯和沙恩·布萊克                            | 凯文·费吉 |
| 8  | 《雷神索爾2：黑暗世界》   | 2013年11月8日 | 亞倫·泰勒                | 克里斯多佛·約斯特和克里斯多佛·馬庫斯＆史蒂芬·麥費利 | 凯文·费吉 |
| 9  | 《美國隊長2：酷寒戰士》   | 2014年4月4日  | 安東尼·羅素和約瑟夫·羅素 | 克里斯多佛·馬庫斯＆史蒂芬·麥費利                    | 凯文·费吉 |
| 10 | 《星際異攻隊》            | 2014年8月1日  | 詹姆斯·岡恩              | 詹姆斯·岡恩和妮可·帕爾曼                            | 凯文·费吉 |
| 11 | 《復仇者聯盟2：奧創紀元》 | 2015年5月1日  | 喬斯·溫登                | 喬斯·溫登                                           | 凯文·费吉 |
| 12 | 《蟻人》                  | 2015年7月17日 | 派頓·瑞德                | 艾德格·萊特＆喬·柯尼許和亞當·麥凱＆保羅·路德        | 凯文·费吉 |

### 《鋼鐵人3》（2013年）

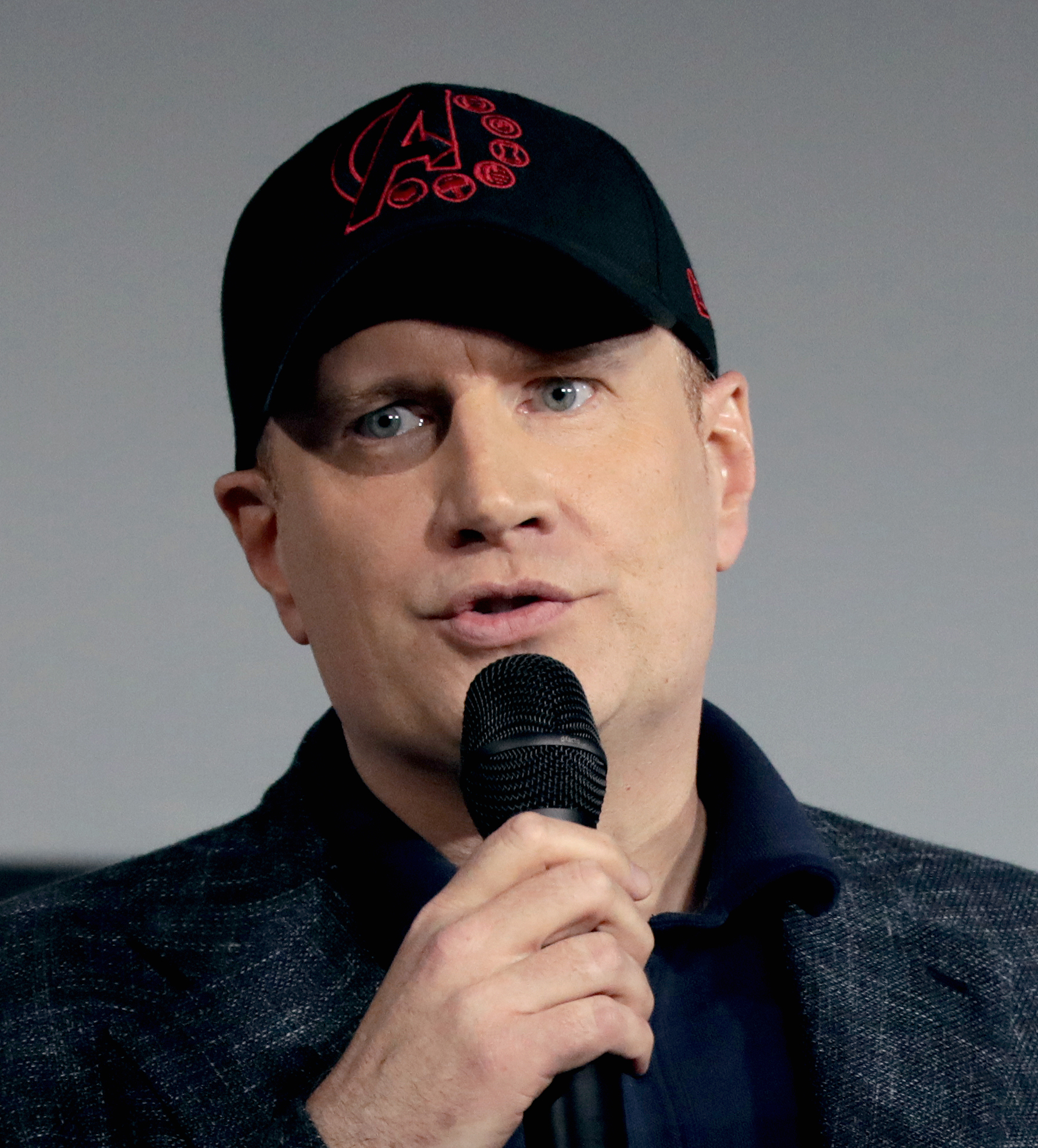
凯文·费吉是漫威電影宇宙系列的製片人

東尼·史塔克面對著一個強大的敵人——滿大人，他摧毀了斯塔克的豪宅。東尼·史塔克長期忍受著創傷後心理壓力症的折磨，他的機甲和裝備嚴重受損，但還是掙扎著把一系列神秘的爆炸案查得水落石出。
2010年末，漫威和迪士尼宣布他們正開發《鋼鐵人3》。2011年2月，漫威聘請了沙恩·布莱克執導影片，沙恩·布莱克和德魯·皮爾斯共同為電影撰寫劇本。小勞勃·道尼、葛妮絲·派特洛和唐·錢德爾繼續出演他們在《鋼鐵人2》中的角色，蓋·皮爾斯和班·金斯利加盟影片，二人分別飾演奧德區·齊禮安及崔佛·史萊特利。電影的主體拍攝於2012年5月在北卡羅萊納州開機，其他取景地點包括佛羅里達州南部、中國和洛杉磯。《鋼鐵人3》的首映於2013年4月14日在法國巴黎的大雷克斯劇院舉行首映禮，於4月24日在洛杉磯的酋長石戲院舉行北美首映禮。電影於4月25日全球發行，並於5月3日在全美上映。
影片故事設定於2013年12月，在《復仇者聯盟》事件的6個月後，東尼·史塔克因為《復仇者聯盟》中的紐約之戰而受到類似於創傷後心理壓力症的癥狀折磨。布萊克解釋：「這是一種他對自己在《復仇者聯盟》中，無論是視野和能力上都發現自己的限制而產生的焦慮回應，而且由於他無法對現實試著理解或調和而被視為卑微……電影中有一條關於『自從那個拿著錘子的大傢伙從天空上掉下來後，規則就已經改變了』的分界線，這就是我們試圖營造的處理效果。」在片末字幕後出現一個片段，馬克·盧法洛所飾演的布鲁斯·班納博士再次出現於片段中，他說：「他們在即將為電影收尾的時候，我看見小勞勃·道尼出席奥斯卡頒獎典禮上……他就說『你怎樣看過來拍一天的戲？』我回答：『你開玩笑嗎？砰，我們就做吧！』我們把那個場景弄得一團糟，然後我進來，大家嘻嘻哈哈的拍了幾個小時。」

### 《雷神索爾2：黑暗世界》（2013年）
索爾跟天體物理學家珍·福斯特因世界透過一系列隨機出現的通道而互相連接起來，二人得以重聚。他發現咒神魔雷基與他的黑暗魔兵大軍在數千年後回來了，他們正尋找一種稱為乙太（Aether）的強大武器以摧毀全宇宙，索爾必須跟正在囚禁的弟弟洛基聯手一起阻止他們。
《雷神索爾》即將開拍續集的消息首先於2011年6月公布，由克里斯·漢斯沃繼續飾演托爾一角，湯姆·希德斯頓於9月確認繼續飾演洛基，而亞倫·泰勒於12月簽約為電影執導。2012年7月，電影名稱在聖地亞哥國際動漫展上公布名為《雷神索爾2：黑暗世界》（Thor: The Dark World），而克里斯多福·艾克斯頓於1個月後獲選飾演咒神魔雷基。2012年9月，電影的主體拍攝在的伯恩伍德開機，並於倫敦及冰島取景。電影於2013年10月22日在倫敦歐狄恩萊斯特廣場舉行首映禮，然後於2013年10月30日全球上映，北美則於2013年11月8日發行。
電影故事設定於2013年12月，即發生《復仇者聯盟》的事件一年後。克里斯·伊凡在電影中以美國隊長的身分客串演出，當時洛基變身成為他的模樣來取笑托爾。起初湯姆·希德斯頓穿上美國隊長的服裝來代替克里斯·伊凡，直至克里斯·伊凡前來拍攝。湯姆·希德斯頓說：「我穿著美國隊長的服裝來模仿洛基，然後他們就把我演出的磁帶播放給克里斯·伊凡看。這就是他模仿我再模仿他，這太棒了。」《星際異攻隊》的導演詹姆斯·岡恩執導了片末中段的一個片段，其中包括飾演「收藏者」坦利亞·帝凡的班尼西歐·戴托羅。當被問及拍攝場景時，岡恩說：「那天早上我拿到了劇本，然後我在最後一天的第二组拍攝《星際異攻隊》時，我用了兩個小時就完成拍攝。」

### 《美國隊長2：酷寒戰士》（2014年）
與神盾局合作的「美國隊長 」史提芬·羅傑斯聯合「黑寡婦」娜塔莎·羅曼諾夫和「獵鷹」山姆·威爾森，揭露一個深層陰謀，當中涉及一名被稱為酷寒戰士的神秘刺客。
2012年4月，迪士尼宣布即將為2011年電影《美國隊長：復仇者先鋒》開拍續集。羅素兄弟於6月獲聘執導影片，電影名稱在7月正式定名並公布為《美國隊長2：酷寒戰士》（Captain America: The Winter Soldier）。克里斯·伊凡和山繆·傑克森分別繼續出演「美國隊長 」史蒂夫·羅傑斯與尼克·福瑞，史嘉蕾·喬韓森則再次飾演「黑寡婦」娜塔莎·羅曼諾夫。曾於《美國隊長：復仇者先鋒》中飾演巴奇·巴恩斯的賽巴斯汀·史坦，將會以酷寒戰士的身分回歸。電影製作於2013年4月在加州曼哈顿海滩開始拍攝，並且在華盛頓及俄亥俄州的克里夫蘭取景。電影於2014年3月13日在洛杉磯舉行首映，並於3月26日作全球發行，而北美則於4月4日上映。
電影的時間設定於《復仇者聯盟》的兩年後，影片中傑斯帕·西威爾提及到的史蒂芬·史傳奇就是此後的超級英雄奇異博士。電影《復仇者聯盟》中的史塔克大廈改建成為復仇者大廈，該大樓於此電影中首度亮相。《復仇者聯盟》導演喬斯·溫登執導了一個字幕後的彩蛋，由包括史特拉克男爵（湯瑪士·基斯曼飾）、李斯特博士（亨利·古德曼飾）、「快銀」皮特洛·麥西莫夫（亞倫·強森飾）以及汪達·麥西莫夫（伊莉莎白·歐森飾），他們都計劃在《復仇者聯盟2：奧創紀元》中出現。電影中九頭蛇已成功混入神盾局內部，相關內容於劇集《神盾局特工》第一季中最後的6集裡詳述。

### 《星際異攻隊》（2014年）
「星爵」彼得·奎爾率领包括葛摩菈、火箭、毀滅者德克斯及格鲁特在內的一群銀河英雄共同對抗控訴者羅南，以防止強大能力的寶物落入其魔掌中。
妮可·帕爾曼從2009年起開始創作劇本。2012年7月，漫威宣布正在籌劃製作電影《星際異攻隊》，影片確定由詹姆斯·岡恩執導，並根據他與帕爾曼的劇本來拍攝。2012年8月，克里斯·麥考爾受聘為劇本進行改編，但2013年7月發布的首批新聞稿中並沒有提及他的參與。2013年2月，克里斯·普瑞特獲選出演主角「星爵」彼得·奎爾。電影於2013年7月至10月分別在謝珀頓工作室和倫敦進行拍攝，後期製作於2014年7月7日完成。電影在2014年7月21日於好萊塢舉行首映禮。《星際異攻隊》於2014年7月31日在英國上映，並於8月1日在北美發行。
電影的時間設定於2014年，喬許·布洛林為薩諾斯配音並提供表演捕捉，該角色首次出現於電影《復仇者聯盟》的片尾彩蛋中。岡恩指出，這部電影將與《復仇者聯盟3：無限之戰》有關聯。電影中多個角色都出現於收藏者的博物館，當中包括《復仇者聯盟》的奇塔瑞人、《雷神索爾2：黑暗世界》中的黑暗魔兵、太空狗科斯莫和霍華鴨等。對於它們的外表，岡恩說：「『收藏者』坦利亞·帝凡的博物館裡有很多東西，對我來說，它們真的很有趣。作為漫威的粉絲，那些真正的粉絲可以在家中把藍光影碟定格下來，並在那裡揀選出所有東西。所以，我的意思是，所有的盒子都有一些有趣的東西在裡面，這真的很有趣。」羅南所屬的克里人首次出現於劇集《神盾局特工》第一季的第14集《大溪地》（T.A.H.I.T.I.）。

### 《復仇者聯盟2：奧創紀元》（2015年）

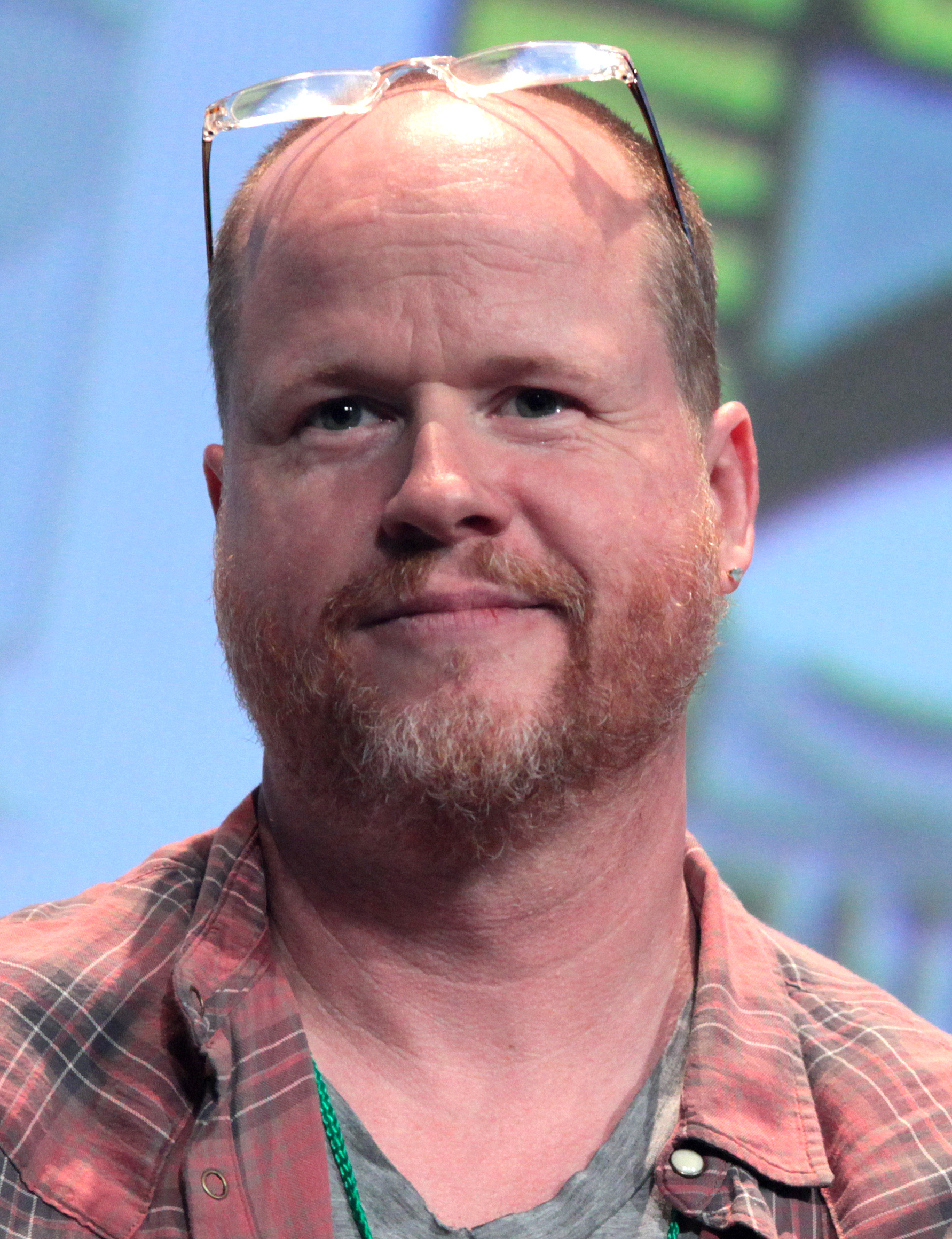
喬斯·溫登是《復仇者聯盟》和《復仇者聯盟2：奧創紀元》的编剧兼导演

「美國隊長」史提芬·羅傑斯、「鋼鐵人」東尼·史塔克、索爾、「浩克」布魯斯·班納、「黑寡婦」娜塔莎·羅曼諾夫和「鷹眼」克林特·巴頓再度聯手組成復仇者聯盟，來對付一個專注於滅絕人類的敵對機械人奧創，他們同時面對著能力強大的雙胞胎姊弟汪達·麥西莫夫與「快銀」皮特洛·麥西莫夫，以及由奧創製造新的人形機械人幻視。
2012年5月，迪士尼於《復仇者聯盟》上映後不久便宣布電影將開拍續集。2012年8月，喬斯·溫登重返並簽約擔任導演及編劇。2013年6月，小勞勃·道尼與漫威簽約，繼續在影片《復仇者聯盟2：奧創紀元》及《復仇者聯盟3：無限之戰》中出演鋼鐵人一角。在2013年7月20日的圣地亚哥国际动漫展上，導演喬斯·溫登宣布電影的副標題為「奧創紀元（Age of Ultron）」。2013年8月，詹姆斯·史派德被宣布將飾演奧創。2014年2月11日，電影的第二劇組於南非的約翰內斯堡開始拍攝的工作。電影的主體拍攝於2014年3月在英國薩里郡的謝珀頓片場展開，還有在意大利的巴爾堡及瓦萊達奧斯塔大區，以及南韓的首爾拍攝額外的取景鏡頭。電影於2014年8月6日完成拍攝，並於2015年4月13日在洛杉磯舉行《復仇者聯盟2：奧創紀元》的全球首映禮，4月22日開始進行全球放映，北美則於5月1日上映。
電影中證實了洛基權杖中的寶石是一枚無限寶石，即心靈寶石。喬許·布洛林在片尾彩蛋中繼續出演薩諾斯一角，並揮舞著一個無限手套。影片中還提及汎合金和瓦干達，兩者均與黑豹相關，並為黑豹的獨立電影《黑豹》引進到漫威電影宇宙系列中提供伏筆。此外，安迪·瑟克斯在電影中飾演黑豹的傳統對手尤里西斯·克勞，該角色亦出現於電影《黑豹》中。

### 《蟻人》（2015年）
小偷史考特·朗恩在機緣巧合下必須協助他的導師漢克·皮姆博士保護其蟻人的秘密技術，該技術容許人類在身體縮小的情況下增加其力量，以應付各種各樣的威脅，二人肩負起捍衛地球的責任。
《蟻人》由派頓·瑞德執導，並由艾德格·萊特與喬·柯尼許、亞當·麥凱及保羅·路德擔任編劇。艾德格·萊特起初預定為電影執導及編劇，但由於創作上的分歧，他於2014年5月退出該項目。2013年1月，凯文·费吉確認《蟻人》將成為漫威電影宇宙系列第三階段的首部作品，然而在2014年10月，有報導指該片將會是第二階段的最後一部作品。2013年10月，電影開始進行前期製作階段，2014年8月至12月，影片展開主體拍攝，於舊金山、喬治亞州費耶特縣的松林亞特蘭大製片廠，以及亞特蘭大市中心進行。2013年12月，保羅·路德確認出演「蟻人」史考特·朗恩。2014年1月，麥克·道格拉斯加盟飾演漢克·皮姆。《蟻人》於2015年6月29日在洛杉磯舉行首映，並在7月14日在法國上映，2015年7月17日在北美上映。
電影設定於《復仇者聯盟2：奧創紀元》事件的幾個月後。史考特·朗恩試圖潛入到奧創紀元的復仇者總部，並跟安東尼·麥基所飾演的「獵鷹」山姆·威爾森對抗。安東尼·麥基與保羅·路德在觀看《美國隊長2：酷寒戰士》後決定將「獵鷹」山姆·威爾森加入到《蟻人》。羅素兄弟拍攝了片尾字幕後的彩蛋，那是《美國隊長3：英雄內戰》的片段，該片段中出現安東尼·麥基所飾演的「獵鷹」山姆·威爾森、克里斯·伊凡飾演的「美國隊長」史提芬·羅傑斯，以及賽巴斯汀·史坦飾演的「酷寒戰士」巴基·巴恩斯。

## 時間線
不同於第一階段，為簡化漫威電影宇宙的時間線，第二階段的影片故事設定的時間與現實時間基本重合。以《復仇者聯盟》為時間參考點，《鋼鐵人3》設定於6個月後的聖誕節期間，《雷神索爾2：黑暗世界》設定於1年之後，《美國隊長2：酷寒戰士》設定於2年之後。《星際異攻隊》設定於2014年。《復仇者聯盟2：奧創紀元》和《蟻人》設定於2015年。

## 演員及角色
| 角色                              | 鋼鐵人3       | 雷神索爾2：黑暗世界 | 美國隊長2：酷寒戰士 | 星際異攻隊      | 復仇者聯盟2：奧創紀元 | 蟻人            |
| 角色                              | 2013          | 2013                | 2014                | 2014            | 2015                  | 2015            |
| --------------------------------- | ------------- | ------------------- | ------------------- | --------------- | --------------------- | --------------- |
| 布魯斯·班納 浩克                  | 馬克·盧法洛客 |                     |                     |                 | 馬克·盧法洛           |                 |
| 巴奇·巴恩斯 酷寒戰士              |               |                     | 賽巴斯汀·史坦       |                 |                       | 賽巴斯汀·史坦客 |
| 佩姬·卡特短                       |               |                     | 海莉·艾特沃         |                 | 海莉·艾特沃           | 海莉·艾特沃     |
| 尼克·福瑞                         |               |                     | 山繆·傑克森         |                 | 山繆·傑克森           |                 |
| 海姆達爾                          |               | 伊卓瑞斯·艾巴       |                     |                 | 伊卓瑞斯·艾巴         |                 |
| 瑪莉亞·希爾                       |               |                     | 蔻碧·史莫德         |                 | 蔻碧·史莫德           |                 |
| 皮特洛·麥西莫夫 快銀              |               |                     | 亞倫·強森客         |                 | 亞倫·強森             |                 |
| 汪達·麥西莫夫                     |               |                     | 伊莉莎白·歐森客     |                 | 伊莉莎白·歐森         |                 |
| 詹姆斯·羅德 戰爭機器 / 鋼鐵愛國者 | 唐·錢德爾     |                     |                     |                 | 唐·錢德爾             |                 |
| 史提芬·羅傑斯 美國隊長            |               | 克里斯·伊凡客       | 克里斯·伊凡         |                 | 克里斯·伊凡           | 克里斯·伊凡客   |
| 娜塔莎·羅曼諾夫 黑寡婦            |               |                     | 史嘉蕾·喬韓森       |                 | 史嘉蕾·喬韓森         |                 |
| 艾瑞克·沙維格                     |               | 史戴倫·史柯斯嘉     |                     |                 | 史戴倫·史柯斯嘉       |                 |
| 東尼·史塔克 鋼鐵人短              | 小勞勃·道尼   |                     |                     |                 | 小勞勃·道尼           |                 |
| 索爾                              |               | 克里斯·漢斯沃       |                     |                 | 克里斯·漢斯沃         |                 |
| 坦利亞·帝凡 收藏者                |               | 班尼西歐·戴托羅客   |                     | 班尼西歐·戴托羅 |                       |                 |
| 幻視 卓維                         | 保羅·畢丹尼音 |                     |                     |                 | 保羅·畢丹尼           |                 |
| 山姆·威爾森 獵鷹                  |               |                     | 安東尼·麥基         |                 | 安東尼·麥基           | 安東尼·麥基     |

1. ↑  克里斯·伊凡在電影《雷神索爾2：黑暗世界》客串出演洛基變化的「美國隊長」史提芬·羅傑斯[122]。

## 音樂

### 電影原聲帶
| 序 | 名稱                      | 美國發行日期   | 時長    | 作曲                     | 音樂廠牌             |
| -- | ------------------------- | -------------- | ------- | ------------------------ | -------------------- |
| 7  | 《鋼鐵人3》               | 2013年4月30日  | 1:15:53 | 布萊恩·泰勒              | 好萊塢唱片／漫威音樂 |
| 8  | 《雷神索爾2：黑暗世界》   | 2013年11月12日 | 1:17:11 | 布萊恩·泰勒              | 好萊塢唱片／漫威音樂 |
| 9  | 《美國隊長2：酷寒戰士》   | 2014年4月1日   | 1:14:32 | 亨利·傑克曼              | 好萊塢唱片／漫威音樂 |
| 10 | 《星際異攻隊》            | 2014年7月29日  | 1:04:34 | 泰勒·貝茲                | 好萊塢唱片／漫威音樂 |
| 11 | 《復仇者聯盟2：奧創紀元》 | 2015年4月28日  | 1:17:26 | 布萊恩·泰勒和丹尼·葉夫曼 | 好萊塢唱片／漫威音樂 |
| 12 | 《蟻人》                  | 2015年7月17日  | 1:05:20 | 克里斯多福·貝克          | 好萊塢唱片／漫威音樂 |

### 合輯
| 名稱 | 美國發行日期  | 時長  | 音樂廠牌             |
| ---- | ------------- | ----- | -------------------- |
|      | 2013年4月30日 | 44:36 | 好萊塢唱片／漫威音樂 |
|      | 2014年7月29日 | 44:34 | 好萊塢唱片／漫威音樂 |

## 家庭媒體
| 序 | 電影                      | 數位版發行日期 | DVD/藍光發行日期 |
| -- | ------------------------- | -------------- | ---------------- |
| 7  | 《鋼鐵人3》               | 2013年9月3日   | 2013年9月24日    |
| 8  | 《雷神索爾2：黑暗世界》   | 2014年2月4日   | 2014年2月25日    |
| 9  | 《美國隊長2：酷寒戰士》   | 2014年8月19日  | 2014年9月9日     |
| 10 | 《星際異攻隊》            | 2014年11月18日 | 2014年12月9日    |
| 11 | 《復仇者聯盟2：奧創紀元》 | 2015年9月8日   | 2015年10月2日    |
| 12 | 《蟻人》                  | 2015年11月17日 | 2015年12月8日    |

2015年7月，漫威宣佈將於2012年9月25日發售13碟套裝電影合輯《漫威電影宇宙：第二階段合輯》（Marvel Cinematic Universe: Phase Two Collection），包括第二階段6部影片的藍光光碟、3D藍光影碟以及數位版影片。《星際異攻隊》附帶一張原聲唱片和獨家紀念品。此外，附帶的一張光碟中還包括含評論音軌的漫威短片和電影中刪剪片段和每部電影的前期創意製作，以及電影《美國隊長3：英雄內戰》、《奇異博士》和《星際異攻隊2》的搶先預告短片。

## 迴響

### 票房表現
無論是否考慮經濟通貨膨脹，漫威電影宇宙系列電影均是全球最高票房的系列電影，共計達到273億美元，其中第二階段總票房為53億美元。繼《復仇者聯盟》之後，《鋼鐵人3》和《復仇者聯盟2：奧創紀元》成為第二部和第三部全球票房超過10億美元的電影。
| 序   | 電影                      | 美國上映日期  | 票房收入       | 票房收入       | 票房收入       | 票房歷史總榜排名 | 票房歷史總榜排名 | 製作成本      | 來源            |
| 序   | 電影                      | 美國上映日期  | 北美           | 北美之外       | 全球           | 北美             | 全球             | 製作成本      | 來源            |
| ---- | ------------------------- | ------------- | -------------- | -------------- | -------------- | ---------------- | ---------------- | ------------- | --------------- |
| 7    | 《鋼鐵人3》               | 2013年5月3日  | $409,013,994   | $805,797,258   | $1,214,811,252 | 35               | 22               | $1.784億      | [ 139 ] [ 140 ] |
| 8    | 《雷神索爾2：黑暗世界》   | 2013年11月8日 | $206,362,140   | $438,421,000   | $644,783,140   | 213              | 153              | $1.5–1.7億    | [ 141 ] [ 140 ] |
| 9    | 《美國隊長2：酷寒戰士》   | 2014年4月4日  | $259,766,572   | $454,654,931   | $714,421,503   | 126              | 127              | $1.70–1.77億  | [ 142 ] [ 143 ] |
| 10   | 《星際異攻隊》            | 2014年8月1日  | $333,718,600   | $439,631,547   | $773,350,147   | 72               | 108              | $1.70億       | [ 144 ] [ 145 ] |
| 11   | 《復仇者聯盟2：奧創紀元》 | 2015年5月1日  | $459,005,868   | $943,800,000   | $1,402,805,868 | 22               | 12               | $2.50–4.44億  | [ 146 ] [ 147 ] |
| 12   | 《蟻人》                  | 2015年7月17日 | $180,202,163   | $339,109,802   | $519,311,965   | 271              | 222              | $1.30億       | [ 148 ] [ 147 ] |
| 總計 | 總計                      | 總計          | $1,847,527,337 | $3,421,384,576 | $5,268,911,913 | –                | –                | $10.7–12.91億 |                 |

### 評價
| 序 | 電影                      | 專業評價         | 專業評價       | 公眾評價 |
| 序 | 電影                      | 爛番茄           | Metacritic     | 影院評分 |
| -- | ------------------------- | ---------------- | -------------- | -------- |
| 7  | 《鋼鐵人3》               | 79%（318篇評論） | 62（44篇評論） | A        |
| 8  | 《雷神索爾2：黑暗世界》   | 66%（271篇評論） | 54（44篇評論） | A−       |
| 9  | 《美國隊長2：酷寒戰士》   | 90%（295篇評論） | 70（48篇評論） | A        |
| 10 | 《星際異攻隊》            | 91%（322篇評論） | 76（53篇評論） | A        |
| 11 | 《復仇者聯盟2：奧創紀元》 | 75%（360篇評論） | 66（49篇評論） | A        |
| 12 | 《蟻人》                  | 83%（321篇評論） | 64（44篇評論） | A        |

## 衍生媒體

### 短片
| 序 | 短片         | 美國發行日期                                   | 導演                 | 編劇          | 監製      | 時長     | 收錄於影片              |
| -- | ------------ | ---------------------------------------------- | -------------------- | ------------- | --------- | -------- | ----------------------- |
| 4  | 《卡特探員》 | 2013年9月3日（數位版） 2013年9月24日（實體版） | 路易斯·德·埃斯波西托 | 艾瑞克·皮爾森 | 凱文·費吉 | 15分29秒 | 《鋼鐵人3》             |
| 5  | 《王者萬歲》 | 2014年2月4日（數位版） 2014年2月25日（實體版） | 德鲁·皮尔斯          | 德鲁·皮尔斯   | 凱文·費吉 | 13分51秒 | 《雷神索爾2：黑暗世界》 |

### 漫画書
| 標題                                                             | 期數 | 出版日期      | 出版日期      |
| 標題                                                             | 期數 | 首期          | 終期          |
| ---------------------------------------------------------------- | ---- | ------------- | ------------- |
| Marvel's Iron Man 3 Prelude                                      | 2    | 2013年1月2日  | 2013年2月6日  |
| Marvel's Thor: The Dark World Prelude                            | 2    | 2013年6月5日  | 2013年7月10日 |
| Marvel's Captain America: The Winter Soldier Infinite Comic      | 1    | 2014年1月28日 | 2014年1月28日 |
| Marvel's Guardians of the Galaxy Infinite Comic – Dangerous Prey | 1    | 2014年4月1日  | 2014年4月1日  |
| Marvel's Guardians of the Galaxy Prelude                         | 2    | 2014年4月2日  | 2014年5月28日 |
| Marvel's Avengers: Age of Ultron Prelude – This Scepter'd Isle   | 1    | 2015年2月3日  | 2015年2月3日  |
| Marvel's Ant-Man Prelude                                         | 2    | 2015年2月4日  | 2015年3月4日  |
| Marvel's Ant-Man – Scott Lang: Small Time                        | 1    | 2015年3月3日  | 2015年3月3日  |

### 遊戲
| 遊戲                | 美國發行日期   | 發行商            | 開發商   | 平台                                                                       | 平台                           | 平台                        |
| 遊戲                | 美國發行日期   | 發行商            | 開發商   | 家用遊戲機／個人電腦                                                       | 掌上遊戲機                     | 手機                        |
| ------------------- | -------------- | ----------------- | -------- | -------------------------------------------------------------------------- | ------------------------------ | --------------------------- |
| 鋼鐵人3             | 2013年4月25日  | Gameloft          | Gameloft | –                                                                          | –                              | iOS, Android                |
| 雷神索爾2：黑暗世界 | 2013年10月31日 | Gameloft          | Gameloft | –                                                                          | –                              | iOS, Android                |
| 美國隊長2：酷寒戰士 | 2014年3月27日  | Gameloft          | Gameloft | –                                                                          | –                              | iOS, Android, Windows Phone |
| 其他遊戲            |                |                   |          |                                                                            |                                |                             |
| 樂高：復仇者聯盟    | 2016年1月26日  | 華納兄弟互動娛樂  | TT Games | PlayStation 3, PlayStation 4, Xbox One, Microsoft Windows, Xbox 360, Wii U | Nintendo 3DS, PlayStation Vita | –                           |
| 樂高：復仇者聯盟    | 2016年3月10日  | Feral Interactive | TT Games | macOS                                                                      | –                              | –                           |